# Supsa (rzeka)
Supsa – rzeka w Gruzji o długości 108 km i powierzchni zlewni 1100 km². Uchodzi do Morza Czarnego w pobliżu wsi Supsa.